# Antonio Brocardo
Antonio Brocardo (... – 1531) è stato un poeta italiano, vissuto nei primi anni del XVI secolo.

## Biografia
Nacque agli inizi del Cinquecento da Marino Brocardo, medico veneziano. Fu iniziato per volontà paterna allo studio del diritto e della giurisprudenza. Ma presto Antonio cominciò, sotto la guida di Trifon Gabriele, ad avvicinarsi alle lettere. Entrò in polemica prima con Pietro Bembo, poi con Pietro Aretino, che si vantò di averlo ucciso con una sua poesia. Amò una cortigiana, Marietta Mirtilla, alla quale indirizzò alcune epistole. Morì giovanissimo nel 1531.
Una prima raccolta antologica delle sue rime - Rime del Brocardo et d'altri authori -  è del 1538, e può essere considerata una editio princeps, anche se i testi raccolti non costituiscono che una parte delle poesie ascrivibili al Brocardo. Altri suoi testi sono presenti anche all'interno delle antologie di Gabriele Giolito de Ferrari, nonché nella tradizione manoscritta.
A Brocardo si attribuiscono inoltre dei componimenti in furbesco, nonché un dizionario per tradurre ed interpretare tale linguaggio, il "Nuovo modo de intendere la lingua zerga".

## Opere
- Rime del Brocardo et d'altri authori, Venezia 1538
- Nuovo modo de intendere la lingua zerga (attribuito)